# درو هنلی
درو هنلی (انگلیسی: Drewe Henley؛ ۱۹۴۰ – ۱۴ فوریه ۲۰۱۶) بازیگر اهل بریتانیا بود.
از فیلم‌ها یا برنامه‌های تلویزیونی که وی در آن نقش داشته است، می‌توان به جنگ ستارگان، روگ وان (حضورِ بازسازی‌شده) اشاره کرد.